# 貝爾納普 (伊利諾伊州)
貝爾納普（英語：Belknap）是位於美國伊利諾伊州約翰遜縣的一個村落。

## 地理
貝爾納普的座標為37°19′25″N 88°56′26″W / 37.32361°N 88.94056°W，而該地最高點為海拔高度123米（即404英尺）。

## 人口
根據2010年美國人口普查的數據，貝爾納普的面積為2.74平方千米，當中陸地面積為2.74平方千米，而水域面積為0.00平方千米。當地共有人口104人，而人口密度為每平方千米37人。